# Scènes de crimes
Scènes de crimes és una pel·lícula policíaca francesa de Frédéric Schoendoerffer estrenada el 15 de març de 2000, protagonitzada per Charles Berling i André Dussollier.

## Argument
Una jove, Marie Bourgoin, desapareix misteriosament de la fonda dels seus pares. Fabian i Gomez, dos policies de la Crim' de Versalles estan a càrrec del cas. Però les taques de sang trobades en un fulletó auguren el pitjor.
Al mateix temps, es descobreixen aquí i allà cadàvers de joves, horriblement mutilats i decapitats, deixant pocs dubtes sobre l'existència d'un assassí en sèrie. Aleshores, els pares de la Marie reben una carta anònima acompanyada de la foto de la seva filla mutilada i penjada. En Fabian i Gomez se'ls confia totes les investigacions sobre aquests assassinats, però les seves investigacions es veuen frenades pels problemes matrimonials de Gómez i la seva inclinació per l'alcohol.

## Repartiment
- Charles Berling : Georges Fabian
- André Dussollier : Jean-Louis Gomez
- Ludovic Schoendoerffer : Léon
- Pierre Mottet : François
- Eva Darlan: la comissària principal
- Camille Japy: Clara, dona de Fabià
- Élodie Navarre: Marie Bourgoin - Valentine
- Hubert Saint-Macary: Senyor Bourgoin
- Blanche Ravalec: Sra Bourgoin
- Anne Kreis: mare de Penèlope
- Patrick Bonnel: pare de Pénélope
- Yan Epstein: comandant Jaoui
- Idit Cebula: el substitut
- Denise Chalem: Sra Gómez
- Serge Riaboukine: el sacerdot
- Jacques Perrin: Comissari divisional
- Frédéric Quiring: el policia de Montpeller
- Brigitte Bémol: la venedora de farmàcies
- Djemel Barek: el metge forense
- Philippe Lelièvre: Mancini
- Clément Thomas: L'assassí
- Cylia Malki: la prostituta amb Gómez
- Frédérique Cantrel: la màquina d'ultrasons
- Jocelyne Maillard: la prostituta que munta amb Fabian
- Nicky Marbot: el conductor del camió

## Honors
- Nominació al César a la millor primera pel·lícula l'any 2001.